# مارسيل مارسو
مارسيل مارسو (بالفرنسية: Marcel Marceau)‏ (22 مارس 1923 - 22 سيبتمبر عام 2007) كان ممثلاً فرنسيًا مشهود به عالميًا وأشهر ممثل تقليد، وعُرف بـالمهرج بيب.

## الحياة العملية
التحق مارسو بمعهد جان لويس بارو (Jean-Louis Barrault) وأسرع بإلقاء دور آرليكوين (Arlequin) في المسرحية الإيحائية، باتيست (والذي اقتبسه بارو عن فيلم أطفال الجنة بالفرنسية (Les Enfants du Paradis)). إن أداء مارسو أكسبه هتافًا وتهليلاً مما شجعه على تقديم أول «مسرحياته الإيحائية»، براكسيتيل والسمكة الذهبية (Praxitele and the Golden Fish) على مسرح بيرنهار (Bernhardt) في العام نفسه، ولاقت المسرحية استحسان الجميع، ومن هنا بدأت حياة مارسو المهنية كفنانٍ مُقلد تسير بشكلٍ صارم.

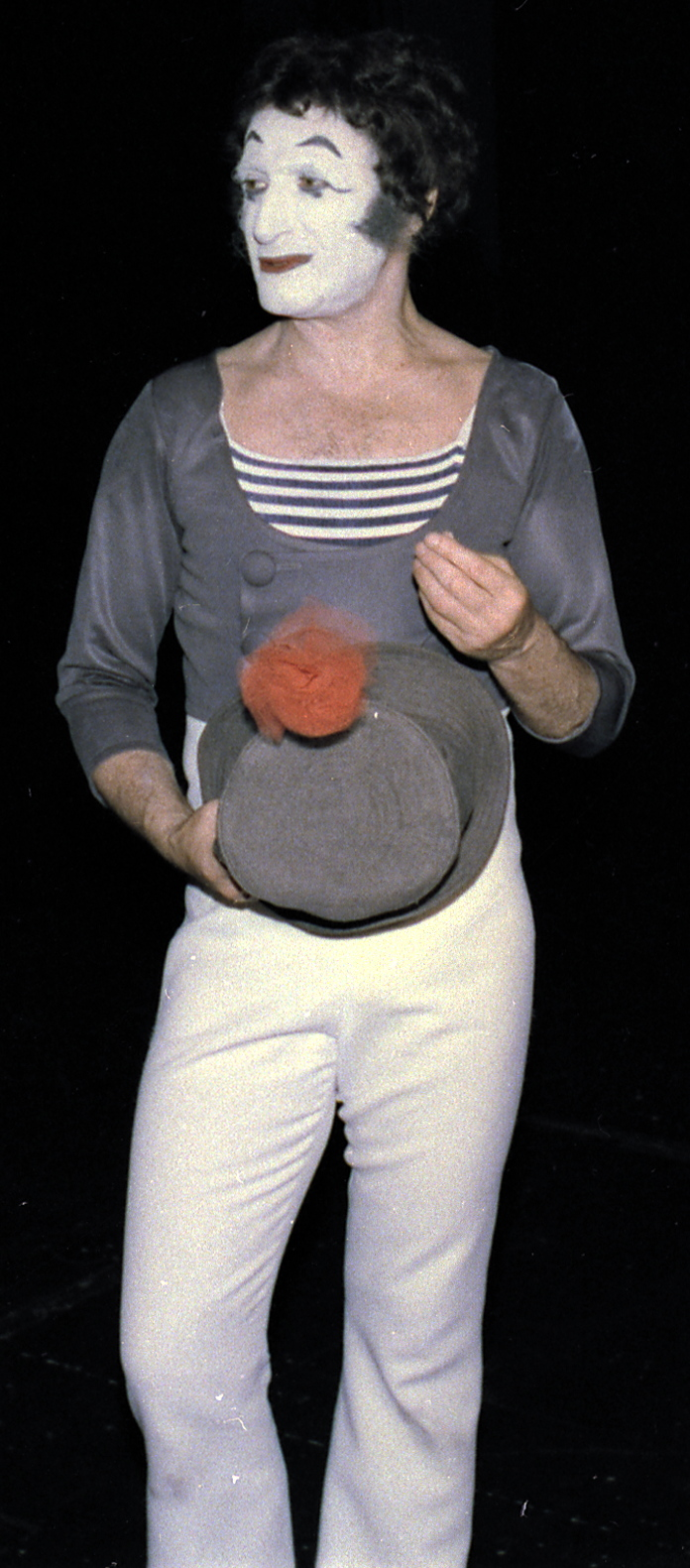
دور المهرج بيب

في عام 1947 قام مارسو بتمثيل شخصية المهرج بيب وقد لعب أول أدواره على خشبة مسرح بوخه (Théâtre de Poche) (مسرح بوكيت) بباريس. وفي أول ظهور له ارتدي مارسو بلوفر مخطط وقبعة طويلة من الحرير موضوع فوقها زهرة. وكانت تلك الملابس تدل على هشاشة الحياة والتي أصبحت جزءًا من شخصية بيب، تماماً كتلك التي ميزت شخصية «الصعلوك الصغير» (Little Tramp) لـتشارلي تشابلن (Charlie Chaplin). وكان بيب سيئ الحظ كوارثه في كل شيء بلا حدود بدايةً من الفراشات إلى الأسود، من السفن والقطارات إلى صالات الرقص والمطاعم. وأسلوب مارسو في البانتوميم (فن التمثيل الإيحائي) كان معترفًا به ومشهودًا له دون قرين أو ند. إن أداءه الإيمائي الصامت والذي شمل القفص (The Cage)، والذهاب ضد الرياح (Walking Against the Wind) وصانع القناع (The Mask Maker) وفي الحديقة (In The Park)، جميعها تحوّلت إلى عروضٍ كلاسيكية. وكان التهكم والهجاء في كل شيء بدايةً من ناحتي التماثيل إلى مصارعي الثيران والذي يصف عمله كعبقري. وتلخيصًا لمراحل حياة رجل في شهرته شباب، رشد، شيخوخة، وموت، قال أحد النقاد: «هو يحقق في أقل من دقيقتين ما يعجز عن تحقيقه معظم الروائيين في مجلداتهم».
في عام 1949، فاز مارسو بجائزة ديبورا (Deburau Prize) (تأسست لذكرى أول ممثل إيحائي بالقرن التاسع عشر جين جاسبرد ديبوراو (Jean-Gaspard Deburau))عن ثاني أعماله الفنية الإيحائية موت قبل الفجر كما قام بتأسيس فرقة مارسيل مارسو الفنية الإيحائية وكانت الفرقة الوحيدة بالعالم في ذلك الوقت. قامت المجموعة بالتمثيل على أفضل مسارح باريس مثل مسرح شامب إليسيس (Théâtre des Champs-Élysées)، ومسرح رينايسانس (Renaissance)، ومسرح بيرنهار (Bernhardt)، إضافةً إلى مسارح أخرى حول العالم. ومنذ عام 1959 إلى عام 1960 كانت أحد أعماله الفنية الإيحائية المعطف (The Overcoat) والمقتبسة عن غوغول (Gogol) تُعرض بأثرٍ رجعي ولمدة عامٍ كامل على مسرح أميبيغو (Amibigu) بباريس. كما أنتج 15 عملاً إيحائيًا (ميمودراما) منها دي بييرو مونمارتر (Pierrot de Montmartre)، الباروكات الثلاثة (The Three Wigs)، تسوق البيدق 14 يوليو، الذئب من تسو كو مي، باريس التي تبكي-باريس التي تضحك دون جوان (والتي تتلاءم مع الكاتب الأسباني تيرسو دي مولينا (Tirso de Molina)).

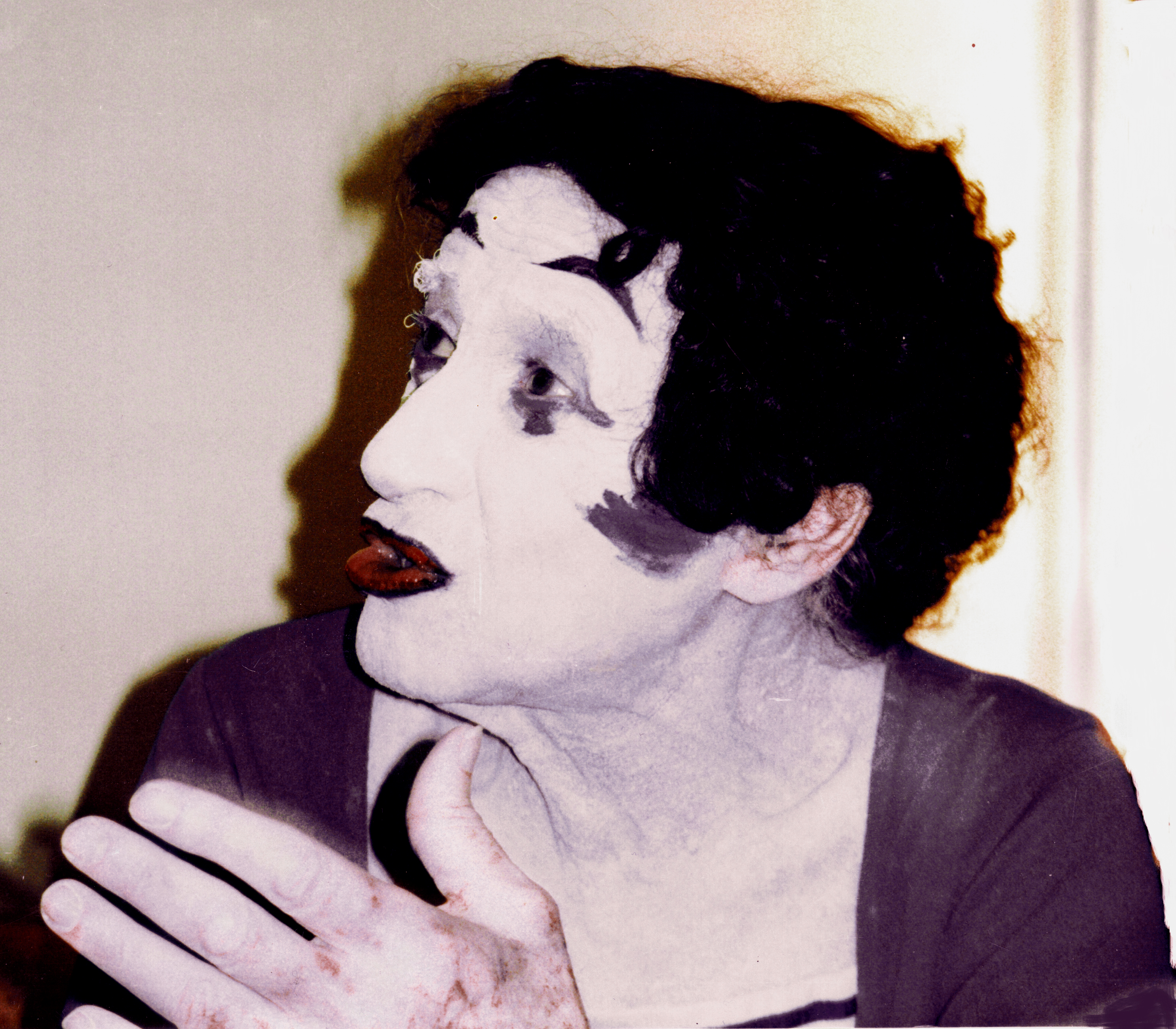
دور المهرج بيب

## وصلات خارجية
- مارسيل مارسو على موقع IMDb (الإنجليزية)
- مارسيل مارسو على موقع الموسوعة البريطانية (الإنجليزية)
- مارسيل مارسو على موقع مونزينجر (الألمانية)
- مارسيل مارسو على موقع ألو سيني (الفرنسية)
- مارسيل مارسو على موقع ميوزك برينز (الإنجليزية)
- مارسيل مارسو على موقع أول موفي (الإنجليزية)
- مارسيل مارسو على موقع قاعدة بيانات برودواي على الإنترنت (الإنجليزية)
- مارسيل مارسو على موقع قاعدة بيانات الأفلام السويدية (السويدية)
- مارسيل مارسو على موقع إن إن دي بي (الإنجليزية)
- مارسيل مارسو على موقع قاعدة بيانات الفيلم (الإنجليزية)